# Temperaturenhed
Temperaturenheder eller temperaturskalaer for angivelse af temperatur er:
- Celsius (°C)
- Fahrenheit (°F)
- Kelvin (K) – SI-enhed
- Rankine (°Rk)
- Réaumur (°R)
- Rømer (°Rø)

Celsius-skalaen er den mest anvendte i alment brug, idet fahrenheit dog stadig anvendes i blandt andet Nordamerika. 
Der kan omregnes mellem celsius og fahrenheit efter følgende formler:
F = C*9/5 + 32

C = (F-32)*5/9
Således svarer en temperatur på 20 °C til 68 °F
Kelvin-skalaen anvender samme inddeling som celsius-skalaen men har nulpunkt ved det absolutte nulpunkt svarende til -273,15 °C.
Rankine-skalaen anvender samme inddeling som fahrenheit-skalaen men har nulpunkt ved det absolutte nulpunkt.
| Begivenhed                              | Kelvin | Celsius | Fahrenheit | Rankine | Delisle | Newton | Réaumur | Rømer   |
| --------------------------------------- | ------ | ------- | ---------- | ------- | ------- | ------ | ------- | ------- |
| Absolutte nulpunkt                      | 0      | -273,15 | -459,67    | 0       | 559,725 | -90,14 | -218,52 | -135,90 |
| Fahrenheits blanding af is og salt      | 255,37 | -17,78  | 0          | 459.67  | 176.67  | -5,87  | -14,22  | -1,83   |
| Vands smeltepunkt                       | 273,15 | 0       | 32         | 491,67  | 150     | 0      | 0       | 7,5     |
| Menneskets almindelige legemstemperatur | 310,0  | 36,8    | 98,2       | 557,9   | 94,5    | 12,21  | 29,6    | 26,925  |
| Vands kogepunkt                         | 373,15 | 100     | 212        | 671,67  | 0       | 33     | 80      | 60      |
| Titanium smelter                        | 1941   | 1668    | 3034       | 3494    | -2352   | 550    | 1334    | 883     |